# Поляков, Марк Яковлевич
Марк Я́ковлевич Поляко́в (19 марта (1 апреля) 1916, Волчанск, Харьковская губерния — 9 июля 2011, Принстон, штат Нью-Джерси) — советский и российский литературный критик, литературовед, театровед; доктор филологических наук, профессор; член Союза писателей СССР (1961) и Союза театральных деятелей.

## Биография
В 1937 году окончил Ворошиловградский государственный педагогический институт, в 1945 году — аспирантуру Московского института философии, литературы и истории имени Н. Г. Чернышевского и Московского университета.
Работал в Гослитиздате, преподавал в Коломенском педагогическом институте (1945—1946), Военно-политической академии (1947—1950), Московском библиотечном институте (1956—1959).
Докторская диссертация (1964) посвящена жизни и литературному творчеству В. Г. Белинского.
С 1963 года — профессор кафедры русского театра, кафедры литературы Государственного института театрального искусства имени А. В. Луначарского.

### Семья
- Жена — Ада Александровна Полякова (1920—2009), химик, профессор; дочь председателя Всеукраинской конторы Госбанка СССР и члена Центрального комитета коммунистической партии Украины[укр.] А. М. Певзнера[укр.].
  - Сын — Александр Маркович Поляков (род. 1945), физик, член-корреспондент АН СССР (1984).

## Творчество
Публиковал статьи по вопросам литературной критики, театра и музыки с 1933 года. Область научных исследований — история русской литературы, литературная критика, текстология русской и славянской литератур. Автор работ о творчестве В. Белинского, Н. Некрасова, А. Герцена, А. Плещеева, Т. Шевченко, А. Мицкевича, К. Батюшкова, А. Пушкина, А. Блока, О. Мандельштама, В. Хлебникова и других. Был составителем и редактором сборников избранных сочинений В. Г. Белинского (1954), В. Хлебникова (1986),  В. В. Каменского («Танго с коровами», «Степан Разин», «Звучаль веснеянки», «Путь энтузиаста», 1990).
В 1964 году защитил докторскую диссертацию.
О работах М. Полякова положительно отзывались Глеб Струве, Витторио Страда, Роман Якобсон.
Академик Общественной академии эстетики и свободных искусств.

### Избранные труды
- Белинский в Московском университете. — М.: МГУ, 1947. — 60 с.
- Белинский в Москве: (1829—1839). — М.: Московский рабочий, 1948. — 315 с. — 10000 экз.
- Виссарион Григорьевич Белинский. — М., 1953. — 84 с. — 35000 экз. (В помощь лектору); в соавт. с И. Шамориковым
- Н. В. Гоголь в русской критике (сборник статей под редакцией М. Я. Полякова и А. К. Котова). — М.: Госиздат, 1953.
- Тарас Григорьевич Шевченко. — М.: Госкультпросветиздат, 1954. — 68 с. — 36000 экз. (В помощь лектору)
- Адам Мицкевич и русская литература. — М.: Знание, 1955. — 32 с. — 95500 экз.
- Виссарион Григорьевич Белинский. — М.: Учпедгиз, 1960. — 232 с. — 20000 экз.
- Виссарион Белинский: Личность — идеи — эпоха. — М.: Гослитиздат, 1960. — 599 с. — 10000 экз.
- Великий Кобзарь. — М.: Знание, 1961. — 46 с. — 60000 экз.
- Поэзия критической мысли: О мастерстве Белинского и некоторых вопросах литературной теории. — М.: Советский писатель, 1968. — 342 с. — 10000 экз.
- Вопросы поэтики и художественной семантики. — М.: Советский писатель, 1974. — 478 с. — 7000 экз. (2-е изд., перераб. и доп. — 1978. — 446 с. — 20000 экз.; 3-е изд., перераб. и доп. — 1986)
- Цена пророчества и бунта: О поэзии XIX в.: Проблемы поэтики и истории. — М.: Советский писатель, 1975. — 567 с. — 45000 экз.
- Структурализм: «за» и «против» (сборник статей под редакцией М. Я. Полякова и Е. Я. Басина). — М.: Прогресс, 1975. — 467 с.
- Теория драмы: Поэтика: Учебное пособие. — М.: ГИТИС, 1980. — 118 с. — 1000 экз.
- В мире идей и образов: Историческая поэтика и теория жанров. — М.: Советский писатель, 1983. — 367 с. — 18000 экз.
- О театре: поэтика, семиотика, теория драмы. — М.: А. Д. и Театр, 2001. — 384 c. — ISBN 5-89161-016-7.